# Източноевропейски таралеж
Източноевропейският (белогръд) таралеж (Erinaceus concolor) е вид дребен бозайник от семейство Таралежови (Erinaceidae).
Белогръдият таралеж има кафеникава козина с характерно бяло петно на гърдите. То е основното му външно отличие от западноевропейския таралеж (E. europaeus), като двете разновидности дълго време са смятани за подвидове на един и същ вид. Възрастните екземпляри достигат маса от 400 до 1300 g.

## Разпространение и местообитания
Източноевропейският таралеж се среща в Източна Европа и Западна Азия до около 14° източна дължина на запад и до около 60° северна ширина на север. На изток ареалът му достига до река Об, а на юг – до Северен Иран, Палестина и някои източносредиземноморски острови. В България се срещат два подвида на белогръдия таралеж – E. c. roumanicus в Северозападна България и E. c. drozdovskii в останалата част на страната. Разпространени са в цялата страна, до 1800 m надморска височина.
Източноевропейският таралеж предпочита широколистни гори и храсти, по-рядко ливади. Живее и в близост до обитавани от хора места, като селскостопански дворове, предградия, градини, паркове, гробища.

## Начин на живот и хранене
Източноевропейският таралеж е активен главно привечер и през нощта. За разлика от западноевропейския, белогръдият таралеж не копае сам дупки, а използва за жилище коренища, гнили пънове, натрупана шума и други подобни места. Заспива зимен сън, понякога в изоставени дупки на други животни, който в България обикновено продължава от октомври-ноември до март-април.
Естествени врагове на белогръдия таралеж са лисицата, язовецът и бухалът. Не е чувствителен към широк кръг отрови, включително тези на змиите, срещащи се в ареала му. Продължителността на живота е 6 – 7 години, в редки случаи 10 години. Основната причина за смъртността при таралежите е изтощение по време на зимния сън.
Може да плува, да се катери по стени и да бяга (развива скорост до 2 m/s). Ако се почувства застрашен, таралежът се свива на кълбо, като по този начин се защитава от потенциални врагове чрез своите бодли.
Храни се главно с безгръбначни животни (плужеци, дъждовни червеи, бръмбари и други насекоми), но също и с жаби, малки гризачи и птици, птичи яйца и змии. Второстепенно значение има растителната храна – плодове, жълъди и др. Способен е да издържа дълго време без никаква храна.
По време на зимния си летаргичен сън изгубва около 1/3 от телесното си тегло. Напролет бързо се възстановява. В разнообразното му меню присъстват и отровни змии, чиято отрова не му въздейства.

## Размножаване
Обикновено източноевропейските таралежи отглеждат едно или две поколения годишно, като раждат през топлите месеци. Бременността продължава 5 – 7 седмици, а от едно поколение излизат 1 – 8 малки. Те са слепи и ярко розови, със слабозабележими меки игли по главата и маса около 10 g. След 14 – 18 дни отварят очи, след което се образуват бодли по гърба им. На около 40 дни те стават напълно независими от своите родители и достигат полова зрялост на 12 месеца.

## В културата
В традиционния български фолклор таралежът е смятан за най-старото и мъдро сред животните, което може да живее вечно, ако не бъде убито. Смята се, че той особено обича музика и е полезен за човека, ловувайки мишки и змии. В същото време таралежите се използват в народната медицина – месото им се яде за различни вътрешни болести, а изгорено до сажди се маже за кожни заболявания.

## Допълнителни сведения
- Може да бъде опасен за човека и домашните животни, като преносител на заразни болести (лептоспироза, адиаспиромикоза).[4]